# Körmend
Körmend é uma cidade da Hungria, situada no condado de Vas. Tem 52,79 km² de área e sua população em 2019 foi estimada em 11.236 habitantes.